# Kaljoxadalen
Kaljoxadalen är ett naturreservat i Hällefors och Ljusnarsbergs kommuner i Örebro län.
Området är naturskyddat sedan 2005 och är 598 hektar stort. Reservatet består av våtmark kring Nittälven, barskogar, småmyrar och tallhedskogar